# Fran Erjavec
Fran Erjavec, né le 4 septembre 1834 à Laibach (Empire d'Autriche) et décédé le 12 janvier 1887 à Goritz (Autriche-Hongrie) était un écrivain et naturaliste carnolien.

## Vie
Après la mort de son père il est élevé par sa grand-mère car sa mère s'est remarié. Il passe du temps dans la nature, et observe à la piscine municipale les grenouilles, les salamandres et les punaises d'eau. À quinze ans, alors étudiant, il aide des scientifiques comme Ferdinand Jožef Schmidt ou Karel Dežman à rassembler des informations pour leurs travaux scientifiques. Il étudie la chimie et les sciences naturelles à Vienne.
Il devient enseignant à Zagreb, où il reste onze ans. Il voyage beaucoup et parcourt presque toutes les villes slovènes, commence des collections scientifiques et contribue à la gestion de celles du musée national d'histoire naturelle. Il est notamment intéressé par la collecte d'escargots, d'insectes, de roches, observe la vie du peuple et écrit sur le folklore. Il traduit et adapte également beaucoup de documents de zoologie, minéralogie, chimie et sur l'anatomie et la physiologie.
À 37 ans, il est nommé professeur à Goritz, où il se marie et a trois enfants. Il est membre de groupes de lecture et de jeux. Il écrit, en plus des livres scientifiques, des romans populaires et des fictions où il décrit la nature, les gens et leurs coutumes et rédige aussi des manuels de voyage. Il compile aussi les mots, proverbes, noms d'animaux et de plantes populaires qui sont publiés dans la revue Letopisu Matice Slovenske. Dans le cadre de sa pratique littéraire, il côtoie le linguiste Fran Levstik. Fran Erjavec meurt subitement à 52 ans.